# 10648 Plancius
10648 Plancius è un asteroide della fascia principale. Scoperto nel 1960, presenta un'orbita caratterizzata da un semiasse maggiore pari a 2,7248969 UA e da un'eccentricità di 0,1814922, inclinata di 8,61008° rispetto all'eclittica.
L'asteroide è dedicato all'astronomo e cartografo fiammingo Petrus Plancius.